# Eurodachtha
Eurodachtha é um gênero de traça pertencente à família Agonoxenidae.